# 小川公一
小川 公一（おがわ こういち）は日本のゲームクリエイター。東京都生まれ。

## 略歴
コナミのがんばれゴエモンシリーズの開発に従事していたが、開発チームごとスクウェア・エニックスに移籍。
『ブレイヴフェンサー 武蔵伝』のシナリオライターを経て『ファイナルファンタジーXI』のマッププランナーを務める。同作の拡張ディスクの『アトルガンの秘宝』、『アルタナの神兵』ではディレクターを務めたが、2010年8月をもってスクウェア・エニックスを退社。一時期はグッド・フィールに所属していた。

## 趣味
特撮ヒーロー物の鑑賞、アメコミ玩具集めなど。Twitterでよく買い物のことをつぶやいていることから、かなりの額を費やしているヘビーコレクターと思われる。

## 作品
- 悪魔城伝説（FC / KONAMI '1989）キャラクターデザイン
- Mission: Impossible（NES / KONAMI '1990）キャラクターデザイン
- がんばれゴエモン～ゆき姫救出絵巻～（SFC / KONAMI '1991）キャラクターデザイン
- T.M.N.T. タートルズインタイム（SFC / KONAMI '1992）キャラクターデザイン
- タイニー・トゥーン アドベンチャーズ（SFC / KONAMI '1992）グラフィックス&アニメーション
- バットマンリターンズ（SFC / KONAMI '1993）デザイナー
- がんばれゴエモン2 奇天烈将軍マッギネス（SFC / KONAMI '1993）プランナー キャラクターデザイン
- がんばれゴエモン3 獅子重禄兵衛のからくり卍固め（SFC / KONAMI '1994）企画・脚本 キャラクターデザイナー
- がんばれゴエモン きらきら道中～僕がダンサーになった理由～（SFC / KONAMI '1995）プランナー キャラクターデザイン
- ブレイヴフェンサー 武蔵伝（PS / SQUARE '1998）企画 脚本 キャラクターデザイン
- パラサイト・イヴ2（PS / SQUARE '1999）プランナー
- ファイナルファンタジーXI（PS2.etc / SQUARE '2002）ダンジョンマッププランナー β版シナリオ・イベントプランナー
  - 拡張ディスク プロマシアの呪縛 エリアデザイン
  - 拡張ディスク アトルガンの秘宝、アルタナの神兵 ディレクター
- すれちがいシューティング（3DS / Nintendo '2013）ディレクター
- すれちがいゾンビ（3DS / Nintendo '2015）ディレクター
- ドラゴンクエストXI 過ぎ去りし時を求めて（PS4 / SQUARE ENIX '2017）チーフプランナー